# Evi Nemeth

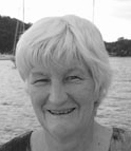
Evi Nemeth 2011

Evi Nemeth (* 7. Juni 1940; † nach dem 4. Juni 2013 in der Tasmansee (verschollen)) war eine amerikanische Mathematikerin, Ingenieurin und Hochschullehrerin. Über den Zeitraum von fast 30 Jahren war sie außerdem Autorin der wichtigsten Unix- und Linux-Systemhandbücher, der so genannten „Bibeln“, die in hohen Auflagen und zahlreichen Sprachen publiziert wurden. Sie gilt als „Mutter der Systemadministration“.

## Leben
Nemeth schloss die Pennsylvania State University 1961 mit einem Bachelor in Mathematik ab und promovierte 1971 an der University of Waterloo in Ontario. Es folgten Lehrtätigkeiten an der Florida Atlantic University und der State University of New York. Seit 1980 war sie als Associate professor an der Informatik-Fakultät der University of Colorado in Boulder tätig. Als Verantwortliche für die Computerausstattung ihres Colleges war sie zwischen 1982 und 1986 unter anderem maßgeblich an der Versorgung mit UNIX-Software und der Sicherung der Domain colorado.edu beteiligt.
1984 konnte sie Sicherheitsprobleme beim Diffie-Hellman-Schlüsselaustausch identifizieren, der eine wichtige Rolle in der modernen Kryptografie spielt.
Seit 1998 arbeitete sie – unter anderem im Rahmen einer Gastprofessur während eines Sabbaticals – eng mit dem Center for Applied Internet Data Analysis (CAIDA) an der University of California in San Diego zusammen. Dort war sie an zahlreichen Publikationen zur Analyse und Stabilität von Nameservern als kritischer Infrastruktur des Internets beteiligt, die das Zentrum für die ICANN durchführte. Darüber hinaus entwickelte sie eine Online-Plattform, um Lehrenden den Anschluss an aktuelle Technologie-Entwicklungen zu ermöglichen.
Neben ihren akademischen Tätigkeiten engagierte sie sich in der Internet Society und für das Entwicklungsprogramm der Vereinten Nationen für die Einführung von Internettechnologien in Entwicklungsländern und in der USENIX-Community. Diese zeichnete sie 1995 mit dem LISA Outstanding Achievement Award für ihre Leistungen auf dem Gebiet der Systemadministration und ihren Einsatz für Studierende aus.
2001 beendete Nemeth ihre Tätigkeit  an der Universität von Colorado. Sie erwarb das Segelboot Wonderland und bereiste mit ihm jahrelang die Meere. Für ihre Beteiligung an zwei Auflagen des UNIX-Handbuches in dieser Zeit ankerte sie jeweils in WLAN-Nähe, um ihre Kapitel hochzuladen.
Im Sommer 2013 wollte sie mit dem historischen Schoner The Niña mit sechs weiteren Personen die Tasmansee zwischen Australien und Neuseeland überqueren. Nach einem Sturm kam die letzte Nachricht von Nemeth am 4. Juni 2013 über Funk. Sie lautete Sails shredded last night („Segel in der letzten Nacht zerfetzt“). Nach einem Monat gaben die neuseeländischen Behörden am 5. Juli 2013 die Suche nach Boot und Besatzung offiziell auf.
Evi Nemeth war Mutter eines Sohnes und Großmutter zweier Enkelkinder.

## Auszeichnungen
- 1984 – Best Paper Award, International Parallel Processing Conference, Chicago, August, 1984
- 1995 – USENIX/LISA Lifetime Achievement Award[7]
- 1999 – Top 25 Women on the Web Award[11]
- 2007 – Distinguished Engineering Honoree an der Colorado University Boulder[12]
- 2004 – 5th Annual Telluride Tech Fest Honoree[13]
- 2018 – NCWIT Pioneer in Tech Award[1]

## Publikationen
- mit R. Mullin, N. Weidenhofer: Will Public Key Cryptosystems Live up to Their Expectations? HEP Implementation of the Discrete Log Codebreaker. In: Proceedings of the International Parallel Processing Conference. 1984, S. 193–196.
- Unix System Administration Handbook, 1.–4. Auflage 1989, 1995, 2000
- Linux Administration Handbook, 2002, 2006
- Unix and Linux System Administration Handbook, 2010